# Aviació en la Primera Guerra Mundial
L'aviació en la Primera Guerra Mundial va evolucionar ràpidament.
Els globus d'observació lligats ja es van emprar en diverses guerres, i els observadors per a l'artilleria els utilitzaven amb freqüència.
Alemanya va emprar zeppelins pel reconeixement sobre el mar del Nord i Bàltic, i també per a les incursions de bombardeigs estratègics a la Gran Bretanya i al Front Oriental.
En la Primera Guerra Mundial va ser la primera vegada que es van utilitzar els avions a gran escala. Aproximadament vint anys després del primer vol de Clément Ader en 1890, encara hi havia moltes coses a millorar. A causa de la baixa potència dels motors de l'època, la càrrega útil que podia ser transportada per un avió era extremadament limitada. Els aparells eren construïts a partir de fusta i amb les ales de lli. Aquest equip rudimentari i la manca d'experiència dels enginyers aeronàutics van fer que aquest tipus d'aparells fossin estructuralment fràgils i no era estrany que es trenquessin durant el vol, especialment durant les violentes maniobres de combat.
Al començament de la guerra, els avions ja es van usar militarment. Inicialment, s'utilitzen sobretot per al reconeixement. L'experiència apresa dels pilots i dels enginyers va portar al desenvolupament de molts tipus d'avions especialitzats, com caces, bombarders i avions d'atac a terra.
Els millors pilots de combat (asos de l'aviació) van ser retratats com a cavallers moderns i molts es van convertir en herois populars. La guerra també va veure la designació d'oficials d'alt rang per a dirigir els esforços de les nacions bel·ligerants en la guerra aèria.
Si bé l'impacte de l'aeronau en el curs de la guerra va ser principalment tàctica més que estratègica, també es va prefigurar la cooperació directa amb les forces de terra (sobretot en observació i correcció del foc d'artilleria), els primers passos de les funcions estratègiques de les aeronaus en les guerres futures.

## Antecedents
A partir de 1909, els aparells voladors van evolucionar a gran velocitat i ja no van ser considerats com a joguines, sinó com a armes:
| «                                      | El cel està a punt de convertir-se en un nou camp de batalla tan important com el camp de batalla terrestre i marítim .... Amb la finalitat de conquerir l'aire, cal privar a l'enemic de qualsevol mitjà de vol, colpejant des de l'aire les seves bases d'operacions o els seus centres de producció. Serà millor que ens acostumem a aquesta idea i que ens preparem per a això. | » |
| — Giulio Douhet (Oficial italià), 1909 | |   |

El 1911, el capità Bertram Dickson, el primer militar britànic que va volar, va profetitzar la correcta utilització de l'aviació militar. Va predir que els avions serien utilitzats al principi per al reconeixement, però que això obligaria a cada bàndol a «tractar d'obstaculitzar o impedir que l'enemic obtingués informació», i que amb el temps es convertirà en una batalla pel control de l'aire. Va ser exactament la seqüència d'esdeveniments que van tenir lloc uns anys després.
El primer ús operacional de les aeronaus es va dur a terme el 23 d'octubre de 1911 durant la guerra italo-turca, quan el capità Carlo Piazza va fer el primer vol de reconeixement a prop de Trípoli a bord d'un Blériot XI.
El primer bombardeig aeri va esdevenir poc després, l'1 de novembre de 1911, quan Giolio Gavotti va llençar quatre bombes sobre dos oasis en mans dels otomans.
El primer vol per a pendre fotografies es va realitzar al març de 1912, també pel capità Piazza.
El primer avió derribat en combat va ser un monoplà Nieuport per un tret d'una bateria de metralladora, el 10 de setembre de 1912.

## La guerra aèria durant la Primera Guerra Mundial

### 1914. El primer any de la guerra
Al principi de la guerra, encara hi havia discussions sobre l'ús (o utilitat) de l'aviació en la guerra. Molts dels oficials de més edat eren escèptics.

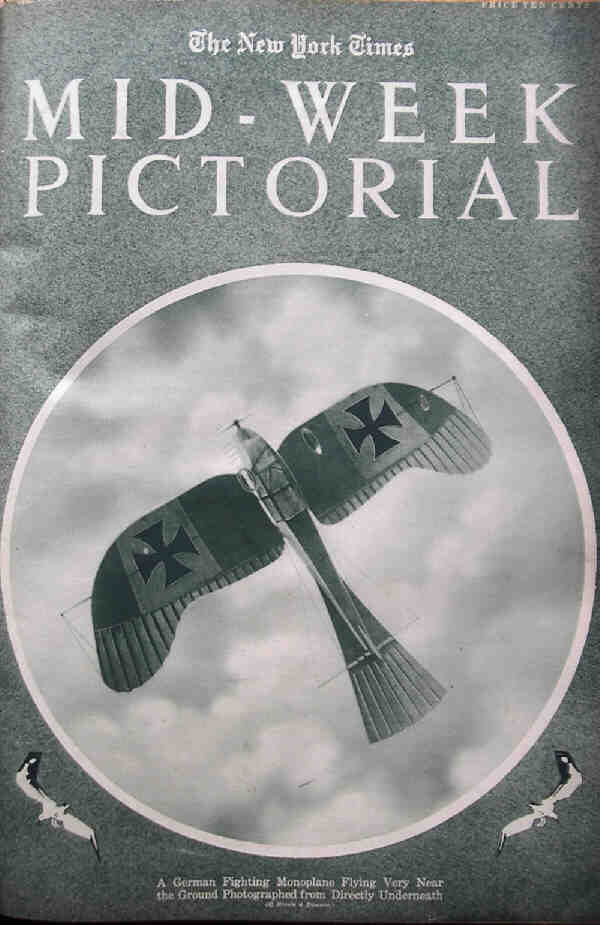
Un Rumpler Taube alemany

En Alemanya, l'èxit dels primers zepelins van eclipsar en gran manera la importància dels aparells més pesat que l'aire. Segons un informe de 1914, l'exèrcit alemany tenia 230 avions a l'agost de 1914, però nomé es van utilitzar 180.
Els exercicis militars francesos de 1911, 1912 i 1913 havien experimentat la cooperació entre l'aviació, la cavalleria i l'artilleria, però a la coordinació li mancava velocitat i flexibilitat.
Gran Bretanya s'havia retardat i depenia principalment de la indústria aeronàutica francesa, sobretot per als motors. La contribució britànica al començament de la guerra era de només de 30 aparells.
Els avions de l'exèrcit americà estaven completament obsolets, fins i tot quan va entrar en la guerra el 1917; depenia totalment de les indústries aeronàutiques britàniques i franceses.
Les primeres batalles de 1914 van mostrar que la cavalleria no podia dur a terme missions de reconeixement a causa de l'alta potència de foc dels exèrcits del segle xx. Els Estats Majors es van adonar ràpidament que l'avió podia localitzar a l'enemic, malgrat que els primers reconeixements estaven en desavantatge per la novetat de les tecnologies utilitzades. L'esceptimisme inicial i les baixes expectatives es van convertir ràpidament en demandes irrealitzables pels aparells de l'època. No obstant això, el reconeixement aeri va tenir un paper crucial en la guerra de moviments de 1914 per ajudar els Aliats a aturar la invasió de França.
El 22 d'agost de 1914, el capità britànic Lionel Charlton i el tinent VHN Wadham van informar que el general de l'exèrcit alemany Alexander von Klück es preparava per a envoltar el Cos Expedicionari Britànic, contradient totes les altres fonts d'informació. L'alt comandament britànic es va fiar d'aquest informe i va retirar els 100.000 homes del cos d'exèrcit.
Posteriorment, durant la primera batalla del Marne, els avions d'observació havien descobert les debilitats i els flancs exposats de l'exèrcit alemany, permetent als aliats guanyar avantatge.
De la mateixa manera, els reconeixements alemanys van descobrir l'avanç de l'exèrcit rus, i això va permetre la victòria alemanya en la batalla de Tannenberg de 1914.

#### Les primeres missions de reconeixement en el Front Occidental
A finals de 1914, les línies de subministrament alemanyes s'estenien des de la mar del Nord fins a Suïssa. L'impuls inicial de la guerra havia finalitzat i el front es va estabilitzar. Les tres missions principals dels esquadrons de reconeixement van sorgir a partir de març de 1915:
- Missions de reconeixement fotogràfic per a fer un mapa de la xarxa de trinxeres enemigues. Els primers dispositius fotogràfics que es van utilitzar van ser les plaques fotogràfiques (la pel·lícula fotogràfica ja existia, però no tenia prou resolució).[10]
- Missions de reconeixement per a permetre a l'artilleria disparar sobre blancs no visibles des de la posició de tir. La ràdio a bord d'aeronaus encara no estava molt estesa i això va plantejar problemes de comunicació. A partir de març de 1915, els avions biplaces estaven equipats amb ràdios primitives que els permetia comunicar-se utilitzant el codi Morse, però no tenien un receptor.
- Missions per a comunicar-se amb la infanteria durant una ofensiva sobrevolant el camp de batalla. La tecnologia no permetia el contacte per ràdio i els mètodes de comunicació eren necessàriament primitius, com el llançament de missatges des de l'avió. Sovint, els soldats eren reticents a revelar les seves posicions, ja que era difícil distingir entre avions amics i enemics.

#### Les primeres missions de bombardeig
En 1914, els avions només podien portar càrregues molt lleugeres; les bombes eren primitives i els sistemes de punteria encara s'estaven desenvolupant. No obstant això, els inicis de bombardeig tàctic i estratègic van tenir lloc durant els primers dies de la guerra.
Així, la Royal Naval Air Service (RNAS) va realitzar missions de bombardeig dels hangars dels aeroports de Düsseldorf, Colònia i Friedrichhafen durant la tardor de 1914.
La formació Brieftauben Abteilung Ostende (Destacament de coloms d'Oostende; codi de les primeres unitats de bombarders alemanys) va realitzar missions de bombardeig sobre el Canal de la Mànega al desembre de 1914.

#### Els primers combats aeris
Com ja va predir el capità Dickson en 1911, al començament del conflicte els combats aeris eren extremadament rars; hi ha molts exemples de trobades entre avions de reconeixement rivals on les tripulacions només intercanviaven somriures i signes. Aquesta innocència inicial va desaparèixer ràpidament i els pilots van començar a intercanviar maons, granades i altres objectes, com cordes perquè s'emboliquessin en les hèlixs.
El primer avió destruït en la Primera Guerra Mundial en combat és un Avro 504 de reconeixement britànic el 22 d'agost de 1914 en Bèlgica, per trets de fusells. El primer avió abatut per un altre va ser una unitat austrohongaresa el 8 de setembre de 1914, pel pilot rus Pyotr Nesterov en la batalla de Lemberg, en el Front Oriental (els dos avions es van estavellar i no van haver supervivents).
Finalment els pilots van començar a usar armes de foc. El 5 d'octubre de 1914, l'enginyer Louis Quenault va fer caure un avió alemany amb una metralladora. L'era del combat aeri va començar realment quan els avions van ser equipats amb metralladores.

### 1915. El flagell Fokker
Els primers avions de combat van ser els Vickers FB5 britànics i els Morane-Saulnier L i N francesos. Inicialment, els alemanys es van quedar enrere, però això va canviar radicalment.

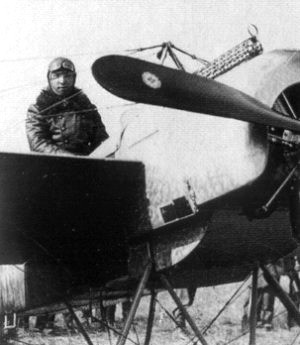
Max Immelmann del Feldflieger Abteilung 62 en la cabina del seu Fokker E.III

El juliol de 1915, el Fokker E.III va entrar en funcionament. Va ser el primer primer avió amb una metralladora sincronitzada que podia disparar a través de l'hèlix. Això va ser una arma formidable per a lluitar amb avions més antics. Aquesta aeronau i el seu successor, conegut amb el nom d'Eindecker (monoplà en alemany), va permetre a Alemanya recuperar el seu endarreriment acumulat. El primer combat del Fokker es va dur a terme l'1 de juliol de 1915, just a l'est de Lunéville, quan el tinent Kurt Wintgens, un dels pilots seleccionats per a posar a prova una sèrie de cinc prototips, va atacar un Morane-Saulnier L biplaça d'observació al darrere de les línies dels Aliats. Es van contar al voltant de 200 forats de bala en el motor rotatiu de l'aparell francès.
A finals de 1915, els alemanys havien guanyat la superioritat aèria, fent que els vols de reconeixement aliats fossin més perillosos. La vulnerabilitat dels avions de reconeixement aliats es va fer evident. Els primers asos de l'aviació alemanya, especialment Max Immelmann, van començar la seva carrera professional.
No obstant això, s'ha de relativitzar la superioritat alemanya. El desplegament dels Eindeckers va ser relativament lent i no va ser fins a 1916 que els alemanys van crear esquadrons especialitzats en la caça, molt després que els britànics. Els Eindeckers, malgrat el seu armament avançat, no eren aparells revolucionaris, ja que estaven basats en els aparells francesos d'abans de la guerra.
L'impacte moral que va resultar el fet que els alemanys tenien l'avantatge en la guerra aèria va causar un gran escàndol a la premsa britànica. El predomini dels Eindeckers també va contribuir a l'efecte sorpresa en la batalla de Verdun, ja que els avions de reconeixement francesos no van poder proporcionar la informació de les posicions alemanyes.
Afortunadament per als Aliats, ja estaven en producció dos nous tipus de caces britànics per a igualar-se amb el Fokker: el F.E.2b i l'Airco DH.2. Tots dos models tenien l'hèlix al darrerre i podien disparar cap endavant sense el sistema de sincronització. El F.E.2b es va desplegar al setembre de 1915 i el DH.2 al febrer de 1916.
En el front, el petit Nieuport 11 francès va demostrar ser un rival difícil quan va entrar en servei el gener de 1916. Amb aquests nous aparells, els Aliats van recuperar la superioritat aèria en la batalla del Somme i el flagell Fokker van desaparèixer.
El Fokker E-III, l'Airco DH-2 i el Nieuport 11 van ser els primers d'una llarga sèrie d'avions de caça monoplaça utilitzats per ambdós bàndols durant la guerra. Aviat es va fer evident que el paper principal dels caçadors era la d'atacar els biplaces de reconeixement i guia d'artilleria, mentre escortaven els biplaces aliats i propis. També van ser utilitzats per a la destrucció de globus d'observació, per a metrallar objectius terrestres i per a la protecció contra els bombarders.

### 1916. La batalla del Somme
El flagell Fokker va demostrar la necessitat de desenvolupar una força aèria de grans dimensions. En un curt termini, la creació de nous esquadrons era més fàcil que la construcció d'avions pels equips o la formació de pilots. Al començament de la batalla del Somme, al juliol de 1916, la major part dels esquadrons de la Royal Flying Corps (RFC) encara estaven equipats amb els BE.2c, que van resultar ser un blanc fàcil per als Eindeckers alemanys. Els nous models, com el Sopwith 1½ Strutter, encara eren escassos i els nous pilots van ser enviats al front amb només unes poques hores de vol.
No obstant això, la superioritat aèria i un esperit «ofensiu» va facilitar en gran manera la participació de la RFC en la batalla en el que llavors s'anomenava el «metrallament de trinxeres», conegut actualment amb el nom de suport aeri proper. Fins al final de la guerra, això es va convertir en una simple rutina. Les tropes de terra estaven constantment sota l'amenaça dels avions sense oportunitat de defensar-se, ja que el foc de terra no era prou eficaç perquè les tècniques de tir a blancs en moviment encara no estaven ben dominades.
La superioritat aèria aliada es va mantenir durant la batalla i va preocupar l'alt comandament alemany. La reorganització completa de la Luftstreitkräfte va portar a la creació dels bombarders estratègics que van bombardejar el Regne Unit el 1917 i 1918, i la dels esquadrons d'atac a terra (Schlachtstaffeln) que es van distingir a la primera batalla de Cambrai i durant la segona batalla del Marne en 1918. Aquesta reorganització va permetre crear principalment unitats de caça especialitzades o Jagdstaffeln (Jasta). A finals de 1916, aquestes unitats equipades amb el nou Albatros D.III van restaurar la superioritat aèria alemanya, tot i que es van formar un any després dels seus homòlegs britànics i francesos.

### 1917. Abril sagnant
La primera meitat de 1917 es va caracteritzar per un domini alemany i per la superioritat dels jagdstaffeln (esquadrons de caça), que va infligir grans pèrdues als Aliats. Mentre que els nous aparells aliats com el Sopwith Pup, el Sopwith triplane i el SPAD S.VII entrat lentament en combat, els Jasta alemanys estaven equipats amb el nou Albatros D.III que, tot i les debilitats estructurals, va ser el «millor caça del Front Occidental». Aquest domini va aconseguir el seu punt màxim a l'abril, conegut com a «Bloody April» (Abril sagnant), quan la RFC va patir pèrdues tres vegades superiors a les dels alemanys. Això pot explicar-se en part pel desig de Hugh Trenchard de mantenir les missions de «patrulles ofensives» més enllà de les línies alemanyes.
A partir de l'estiu de 1917, els Sopwith Camel i els S.E.5a britànics i els SPAD S.XIII francesos van estar disponibles en grans quantitats. Els esquadrons de biplaces van rebre els R.E.8 i els F.K.8 per a reemplaçar els molt vulnerables BE.2. Al costat alemany, l'Albatros D.V va ser una decepció, com el Pfalz D.III. L'exòtic Fokker Dr.I va tenir problemes estructurals, com l'Albatros. A finals de la guerra, el domini aeri va tornar a ser del bàndol aliat.

### 1918. El final de la guerra
En l'últim any de la guerra (1918) va augmentar l'escassetat en les Potències Centrals. Els avions capturats dels aliats van ser desmuntats per a recuperar cada article, fins i tot l'oli dels motors destruïts, per a permetre que els avions alemanys poguessin seguir volant.
Manfred von Richthofen, el famós Baró Roig acreditat amb 80 victòries, va ser abatut el 21 d'abril, probablement per un canó antiaeri australià (encara que va ser acreditat oficialment el pilot britànic Arthur Roy Brown), i el lideratge de Jagdgeschwader 1 va passar a Hermann Goering.
Alemanya va presentar el Fokker D.VII, estimat i odiat, però prou formidable perquè els Aliats exigissin en el Tractat de Versalles el lliurament de tots els aparells existents.
Aquest any també va veure la participació dels Estats Units, cada vegada més fort. Al principi, els estatunidencs estaven equipats amb avions obsolets com el Nieuport 28 o el Thomas-Morse S-4 (encara que aquest no veié combat), però van rebre avions més moderns com el SPAD S. XIII, un dels millors avions de caça francès.

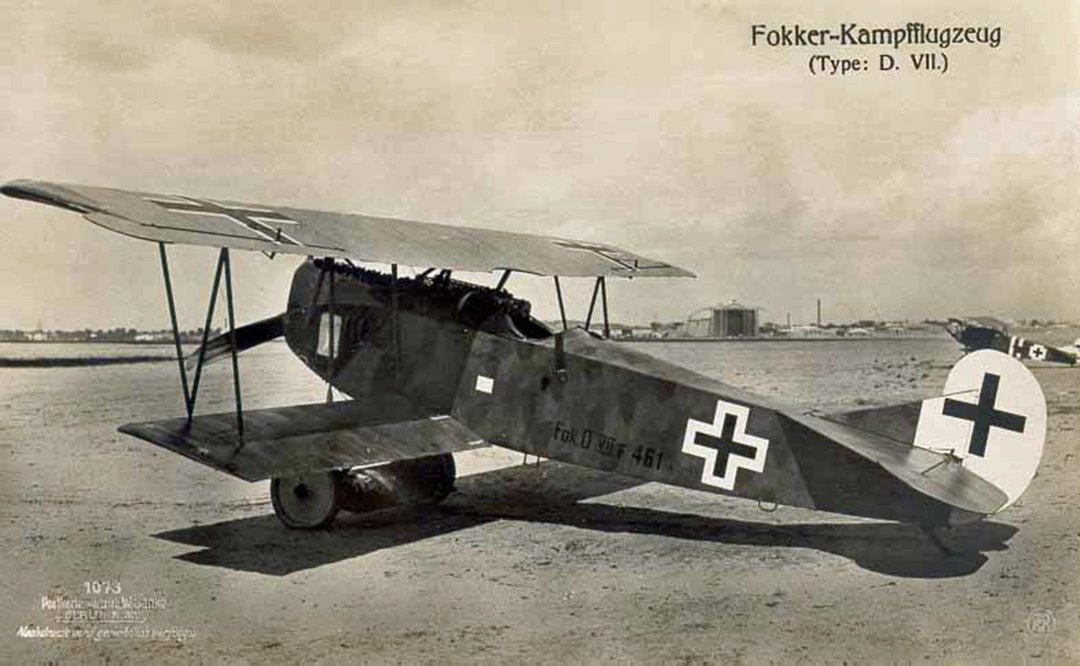
Un Fokker D.VII

La sortida de Rússia del conflicte després de la signatura del Tractat de Brest-Litovsk al març de 1918 i el posterior alliberament de tropes del Front Oriental va donar als alemanys una última oportunitat per a guanyar la guerra abans que els Estats Units poguessin participar de forma més efectiva. Aquests esdeveniments van ser la base de l'última gran ofensiva alemanya de la guerra, l'Ofensiva de primavera, que va començar el 21 de març. L'atac principal es va efectuar al front britànic, confiant que la derrota de l'exèrcit britànic hauria donat lloc a la rendició dels francesos.
En l'aire, la batalla es va caracteritzar per l'ús ben coordinat de les Schlacht Staffeln (esquadrons de batalla), equipats amb avions lleugers biplaça CL construïts per Halberstadt i Hannover, que havien demostrat ser molt eficaços en el contraatac alemany durant la batalla de Cambrai. Els nous caces alemanys, i en particular el Fokker D.VII, podien haver donar un nou impuls a la superioritat aèria alemanya en aquesta batalla, però no van arribar a temps a les Jagdstaffeln.
Com es van realitzar diverses ofensives en ambdós bàndols, l'acurada planificació i preparació van portar els primers èxits, i de fet es va produir una penetració en el camp enemic més profunda del que s'havia obtingut per ambdues parts des de 1914. Molts aeroports britànics van ser abandonats en favor dels alemanys, que avançaven mitjançant l'aplicació dels nous conceptes de la guerra de moviments. Les pèrdues d'avions i tripulacions van ser considerables en ambdós costats, sobretot a causa del foc antiaeri lleuger. No obstant això, després de la mort de Manfred von Richthofen, el famós Baró Roig, la gran ofensiva gairebé s'havia detingut. Els nous caces alemanys encara no havien arribat i els britànics encara conservaven una certa superioritat aèria.

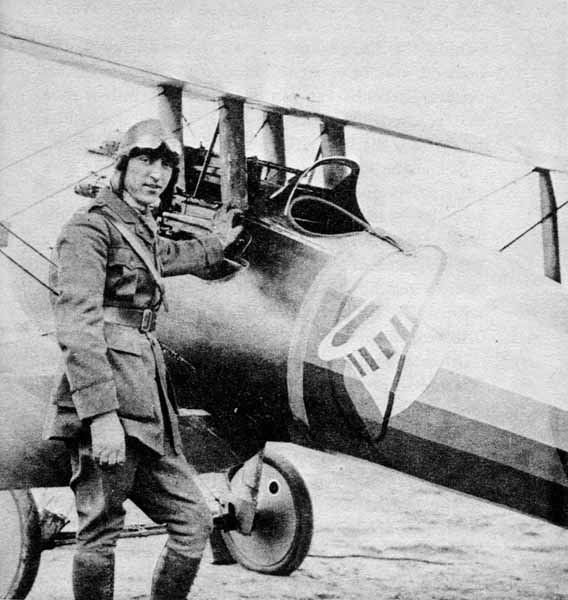
Eddie Rickenbacker amb el seu Nieuport 28

El mes d'abril 1918 va començar amb la unificació de la RFC i la RNAS en una sola entitat amb el nom de Royal Air Force, la primera força aèria independent de l'exèrcit terrestre i de l'armada. A finals d'abril, els nous caces Fokker, el Pfalz D.XII i el Roland D.VI, van començar a reemplaçar els vells aparells de la Jagdstaffeln, però el procés no es va efectuar amb la rapidesa necessària a causa de la creixent escassetat de materials en les Potències Centrals, i molts Jasta encara volaven amb les versions de l'Albatros D en el moment de l'armistici. El Fokker D.VIII i el Siemens-Schuckert D.IV, que tenien un motor rotatiu, així com els Fokker triplans supervivents, van patir una mala fiabilitat i una vida curta del motor, a causa de l'ús d'oli Voltol (una barreja d'oli mineral amb oli de colza, que té viscositat reduïda i menor punt de fluïdesa) en comptes de l'escàs oli de ricí; dels avions aliats capturats no tan sols es reutilitzaven les peces, sinó també el lubricant. No obstant això, al setembre, els Aliats van assolir el nivell més alt de pèrdues des del «Bloody April»; els aliats van mantenir la superioritat aèria gràcies a l'avantatge numèric que no pas per superioritat tècnica.
En 1918, i sobretot en el segon semestre de l'any, es va veure la creixent participació dels Estats Units. Encara que els voluntaris estatunidencs havien volat en esquadrons aliats des de principis de la guerra, els esquadrons completament estatunidencs no van començar a funcionar fins a partir de 1918. Des del punt de vista tècnic, l'aviació dels Estats Units estava endarrerida en comparació amb la de les potències europees, i cap avió de fabricació americana va participar en combat, excepte el Curtiss Model H. Al principi, els estatunidencs van ser subministrats amb avions obsolets, com el Nieuport 28, el Sopwith 1½ Strutter i el Dorand AR.2. Els pilots estatunidencs eren inexperts i tenien poques possibilitats contra els seus oponents millor equipats. Amb un nombre creixent d'aparells i la introducció de millors avions, com el SPAD XIII, el Sopwith Camel i fins i tot el S.E.5a, els Estats Units van ser capaços d'imposar-se al combat aeri, tot i que les pèrdues van ser considerables.

### Conseqüències
L'impacte de les missions aèries en la guerra terrestre van ser principalment tàctiques, el bombardeig estratègic encara era molt rudimentàri. Això va ser degut principalment a la falta d'experiència i perspectiva sobre la tecnologia de l'època.
El progrés de l'artilleria, que va ser l'arma principal d'aquesta guerra, estava vinculada al desenvolupament de l'aviació que li va permetre identificar els objectius i rectificar els tirs. A partir de 1917, el mal temps podia evitar els vols de reconeixement i deixar als artillers cecs.
Alguns militars, com el brigadier general Billy Mitchell o Giulio Douhet es van convertir en ferms defensors de la força aèria. Mitchell va dir, per exemple:
| «                                                     | Han passat els dies quan els exèrcits en terra o les armades en el mar podien decidir el destí d'una nació en guerra. La principal força de defensa i el poder d'iniciativa contra un enemic ha passat a l'aire. | » |
| — Brigadier general Billy Mitchell, novembre de 1918. | |   |

## Asos de l'aviació
El terme «as» fou utilitzat per primer cop pels diaris francesos, descrivint a Adolphe Pégoud com l'as, després d'abatre 5 aparells alemanys.

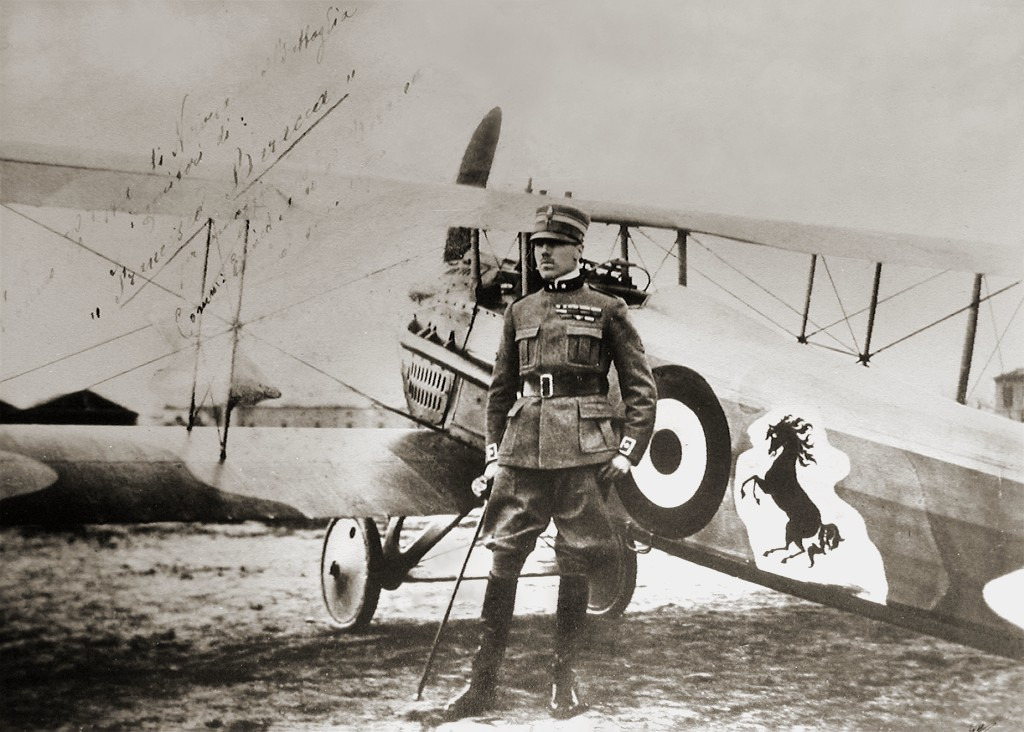
L'as italià Francesco Baracca al costat del seu caça SPAD S.XIII

La Primera Guerra Mundial veure el naixement d'un nou tipus de combatent: el pilot militar. Va tenir el privilegi d'enfrentar-se contra l'enemic en els espais oberts del cel, per sobre dels horrors de la guerra de trinxeres.
Els pilots de combat, que lluitaven sols amb el seu avió, van començar a formar una identitat i ètica particular, que els diferenciaven notablement dels soldats de terra o de mar. Molts dels primers pilots provenien de la cavalleria i, imitant l'antic codi existent allà, van conformar el seu comportament en l'aire amb els antics sentiments d'honor i gallardia. Aquests sentiments van ser àmpliament publicitats per la premsa de diferents països per tal d'utilitzar la seva figura per a guanyar l'atenció del públic i per a utilitzar-la amb finalitats propagandístiques. Com a exemples de comportament cavallerós dels pilots, era costum d'informar al bàndol oposat del descobriment del cadàver d'un pilot enemic, per la qual cosa podrien ser enterrats o, com en el cas de Manfred von Richthofen (el Baró Roig), per a proporcionar directament els funerals militars i d'informar del lloc de l'enterrament. També hi havia el costum que si un pilot enemic estava en posició inferior, o si s'havia quedat sense munició i ja no podia defensar-se, se li permetia aterrar darrere de la seva pròpia línia de front perquè pogués ser capturat, en comptes de ser abatut. Però aquest comportament no va sobreviure per molt temps a causa de la cruesa del conflicte. El Baró Roig, després de gairebé morir en un combat contra un avió que més tard va ser obligat a aterrar, el va continuar disparant fins que es va assegurar que l'avió s'estavellava contra el terra; aquest comportament va ser interpretat posteriorment com el d'una persona cruel amb un gust per la sang.
Per primera vegada va ser possible que els oficials i suboficials de menor rang arribessin a tenir una gran notorietat entre el públic en general de la seva nació, un paper tradicionalment reservat pels generals. Els anomenats «assos» (és a dir, els pilots que van aconseguir un mínim de cinc victòries) van formar ràpidament un ampli consens públic. Entre els exemples més coneguts, cal recordar els alemanys Manfred von Richthofen (el Baró Roig) i el seu germà Lothar, Hermann Göring, Ernst Udet, Erich Löwenhardt, Werner Voss, Oswald Boelcke i Max Immelmann; els francesos René Fonck, Georges Guynemer i Charles Nungesser; els anglesos Edward «Mick» Mannock, James McCudden, Albert Ball, Christopher Draper, Lanoe Hawker i Keith Park; els canadencs Billy Bishop, Raymond Collishaw i William Barker; els italians Francesco Baracca i Fulco Ruffo di Calabria.
La figura de l'as era identificada de manera diferent pels diferents països però, en general, abatent cinc avions enemics donava el dret al títol. Aquesta actuació va ser de caràcter excepcional al començament de la guerra fins a 1917, quan la quantitat relativament petita d'aeronaus que operaven en el camp de batalla feia difícil aconseguir aquesta gesta. Però en 1918, va augmentar la quantitat d'aeronaus i això va donar l'oportunitat als asos d'augmentar el seu nombre de victòries i als pilots amb menys experiència per a pujar ràpidament l'escala de la popularitat. D'altra banda, tots els pilots estaven sotmesos a una tensió creixent; la probabilitat que un as fos abatut per un pilot menys experimentat pujava en proporció al nombre de missions volades, ja que es convertien en objectius principals. De fet, molts dels millors pilots que es van caracteritzar durant la primera fase de les hostilitats van morir durant l'any 1918. Entre ells, a part del famós cas de Manfred von Richthofen, van morir James McCudden, Edward Mannock, George McElroy i Robert Little.

## Funcions operatives aèries durant la guerra

### Reconeixement i observació
Fins a la Primera Guerra Mundial, la guerra era de moviments i la cavalleria seguia sent l'arma preferida per a dur a terme el reconeixement del terreny i del moviment de les tropes enemigues. Però al començament de la guerra de trinxeres, la cavalleria es torna completament inútil com a eina pel reconeixement tàctic i va començar l'expansió de l'observació aèria.
Els globus d'observació es van utilitzar sobre les trinxeres per a informar dels moviments de les tropes enemigues i dirigir el foc d'artilleria. Els globus generalment tenien una tripulació de dues persones equipades amb paracaigudes: durant un atac aeri contra el globus altament inflamable, la tripulació podria saltar amb seguretat.

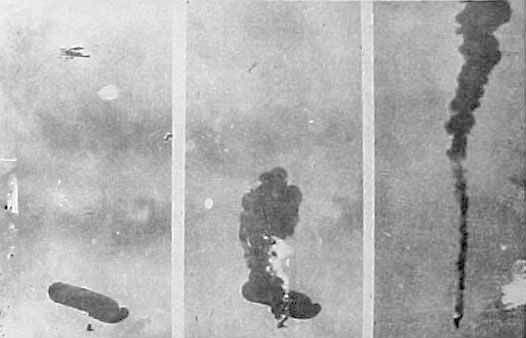
Un globus d'observació alemany abatut per un aparell aliat

Reconeguts per la seva gran importància tàctica, els globus d'observació eren sovint el blanc dels avions enemics; per això estaven fortament protegits per l'artilleria antiaèria i pels avions de caça amics. Les aeronaus i dirigibles van ajudar a mantenir l'statu quo de la guerra de trinxeres i van ajudar a la batalla per la superioritat aèria degut al seu valor militar.
Per a animar als pilots a destruir els globus enemics, els bel·ligerants comptaven els globus destruïts com a victòria aèria de la mateixa manera que ho feien amb la destrucció d'un avió enemic. Alguns pilots, anomenats «destructors de globus», es distingien per la seva destresa per a destruir els globus enemics. El més conegut és probablement l'as belga Willy Coppens, que 35 de les seves 37 victòries aèries van ser globus.
El reconeixement va ser el primer paper dels avions en la Primera Guerra Mundial. L'escepticisme dels generals sobre la seva funció operacional va ser mitigat pels ensenyaments derivats de la utilització del globus com a punt d'observació plantejats durant la Guerra civil americana. L'avió, de fet, va ser vist pels pocs admiradors com una forma d'ampliar i millorar les possibilitats del globus, que estava limitat per la incapacitat, per exemple, de veure el que hi havia darrere d'un turó i per la molt limitada flexibilitat d'ús i velocitat de moviment.
El reconeixement aeri va tenir un paper important durant les principals batalles del front occidental, per exemple, evitant que les tropes britàniques comandades pel general John French fossin envoltades per les forces alemanyes a les ordres d'Alexander von Kluck en la batalla de Mons; i permetent que el general francès Joseph-Simon Gallieni enviés tropes contra el flanc descobert alemany durant la primera batalla del Marne.

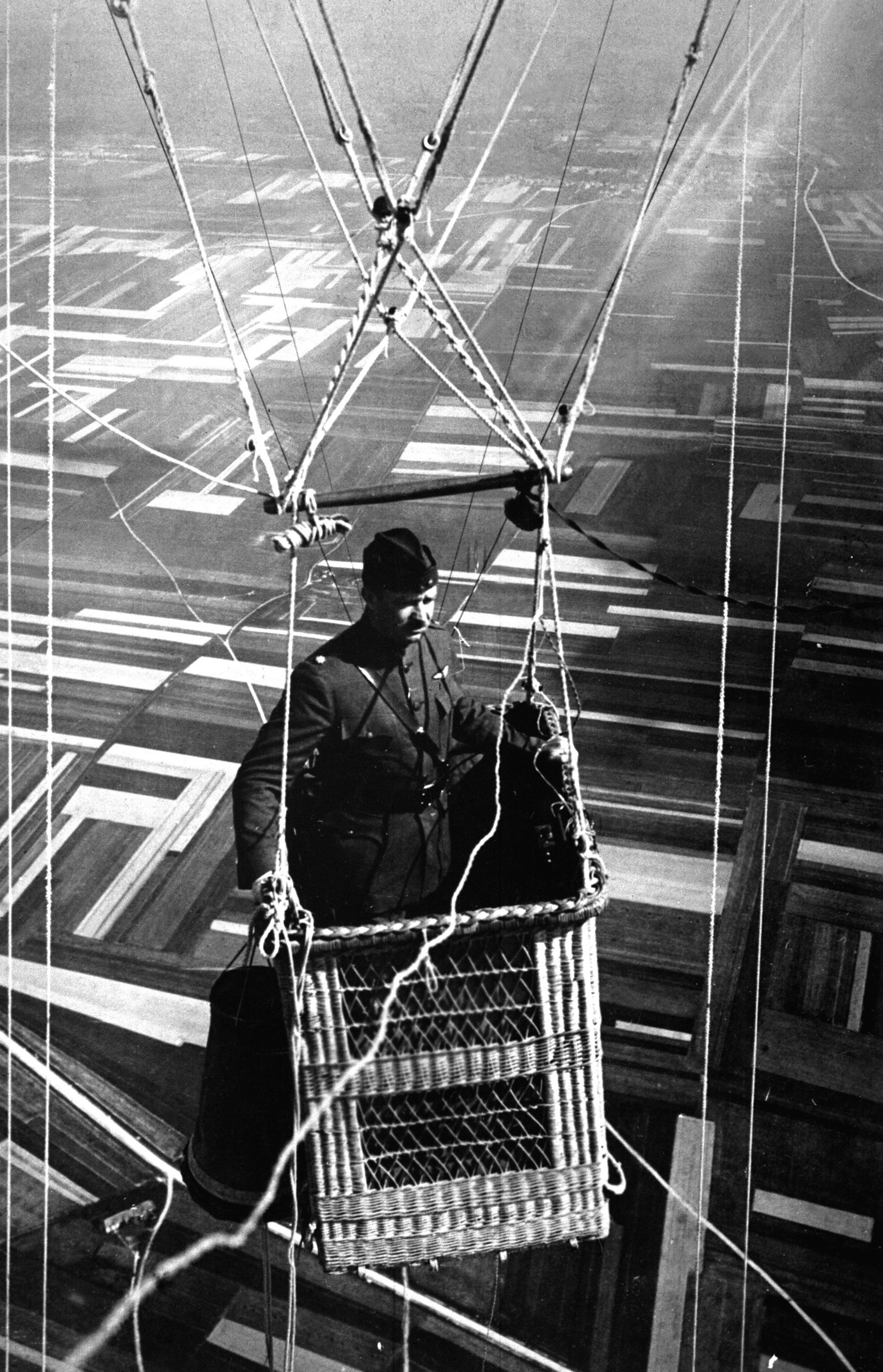
Un oficial estatunidenc sobre un globus d'observació en el Front Occidental

També en el front oriental el reconeixement aeri va tenir un paper important en la determinació del resultat dels enfrontaments. Per exemple, després d'haver fet cas omís de les advertències dels seus pilots, el general rus Alexander Samsonov va perdre gairebé tot el seu exèrcit en un enfrontament amb les tropes alemanyes del general Paul von Hindenburg en la batalla de Tannenberg. Després d'aquesta derrota, els russos van començar a fer un ús extensiu dels mitjans aeris (sobretot el bombarder Sikorsky Ilya Muromets) i gràcies a això van obtenir mapes precisos sobre la disposició de les forces enemigues durant l'ofensiva Brussílov.
Els aviadors que feien els vols de reconeixement es trobaven en una situació d'extrem perill. Durant les missions, realitzades per equips formats generalment per un pilot i un observador, havien de mantenir l'aeronau tot el temps possible en línia recta i estable, per a poder prendre imatges fotogràfiques nítides i sobreposades, útils per als operadors aerofotogramètrics. Això els convertia en objectius fàcils per a l'artilleria i els caces enemics.
Un altre paper que exercien els avions de reconeixement era l'observació tàctica a favor de l'artilleria. Els pilots es van encarregar de dur a terme les observacions que permetien, un cop transmeses als comandaments competents, reajustar la direcció de tir de l'artilleria sobre les posicions enemigues. Aquest tipus d'observació tenia el perill que s'havia de situar en la línia de tir de la seva artilleria, i sovint els permetia veure la bala gairebé immòbil en l'aire a l'altura de la trajectòria balística, per descomptat amb el risc de ser abatut per foc amic. El foc d'artilleria dirigida per l'aviació va tenir una aplicació notable en la primera batalla d'Ainé, on les posicions elevades de l'artilleria alemanya, invisible des de la plana, van ser descobertes, identificades i mapejades per avions britànics, facilitant l'atac de les tropes de terra. Fins i tot en la batalla de Verdun, l'aviació francesa va tenir paper important; el general alemany Erich von Falkenhayn la va elegir com l'objectiu principal per tal de cegar l'artilleria enemiga, però tot i les pèrdues importants, els aviadors francesos van continuar volant i van proporcionar suport tàctic a la seva artilleria, perment el manteniment de la seva eficàcia operativa.
A més de tenir un paper important en el teatre de guerra, els avions de reconeixement també va ser protagonista d'accions d'audàcia, com el llançament de pamflets de guerra psicològica contra posicions enemigues. És notable l'exemple proporcionat pels SVA 5 italians, que el 9 d'agost de 1918, sota el comandament de l'aviador i poeta Gabriele D'Annunzio, va despegar de San Pelagio per a viatjar cap a Viena per a escampar pamflets sobre la ciutat.

### Bombardeig

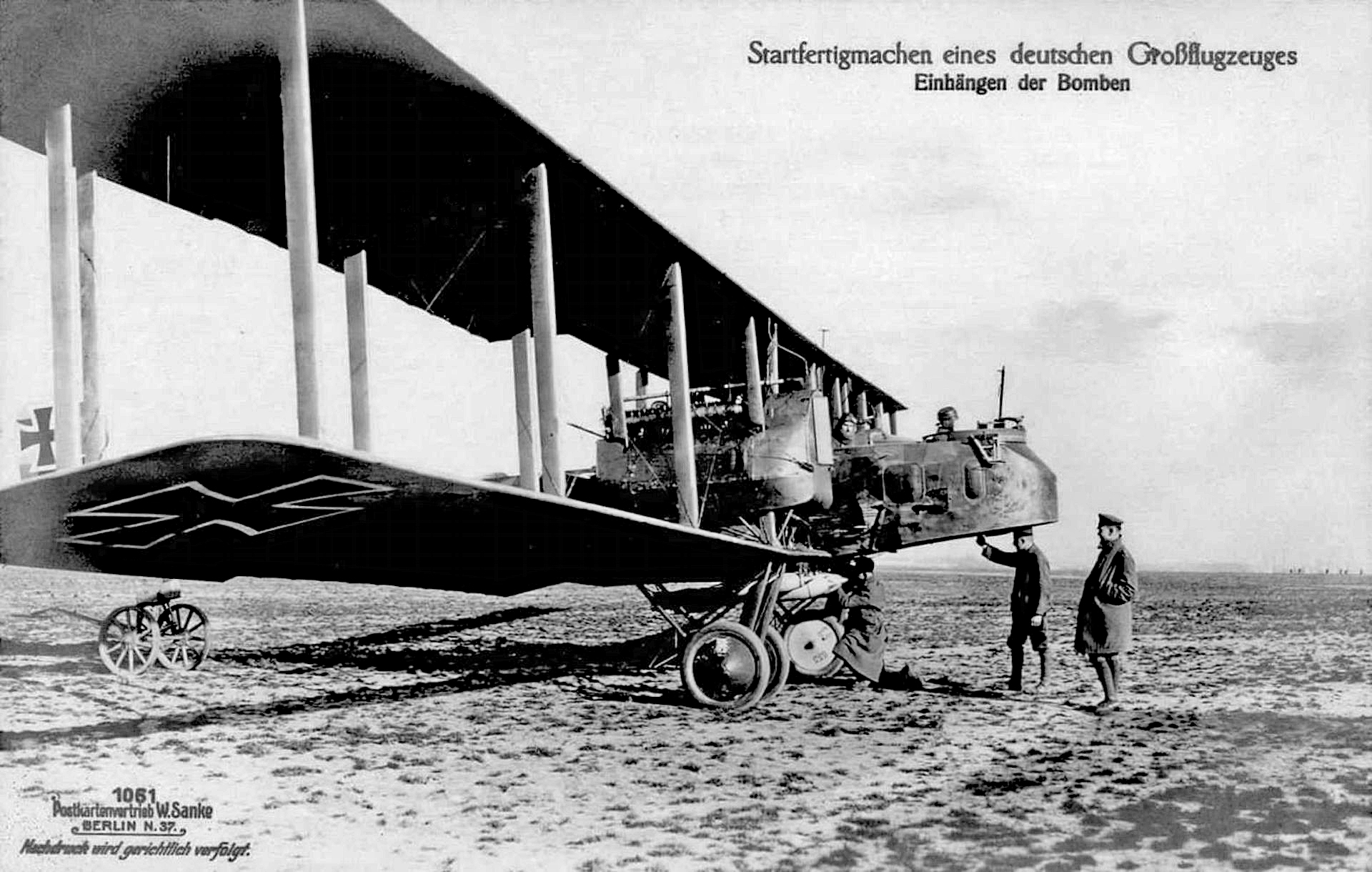
Bombarder alemany Gotha G.V, 1917

Els avions també van ser utilitzats per a bombardejar els dipòsits de provisions i municions darrere de les línies enemigues. No obstant això, a causa de la gran grandària i a la lentitud d'aquests bombarders, eren presa fàcil pels avions de caça. D'aquesta manera, els bel·ligerants van utilitzar als pilots de caça per a destruir els bombarders enemics i la seva escorta.
Els bombarders eren lents i vulnerables, però no estaven del tot indefens. Els biplaces tenien l'avantatge de tenir metralladores en la part davantera i en la posterior. Normalment, el pilot controlava els canons fixes darrere de l'hèlix, similars als dels avions de caça, mentre que l'observador feia servir una metralladora amb què podia protegir tota la part posterior de l'avió. Una tàctica utilitzada pels caçadors per a evitar aquest perill era atacar per l'angle mort del bombarder, sota de la cua. Malgrat això, un bombarder podia contrarestar aquest atac baixant a gran velocitat, ajudat per la seva massa. Perseguir un bombarder en picat era perillós perquè el caçador estava exposat directament a l'artiller de la cua. Alguns asos de guerra van ser abatuts per modests biplaçes, com Raoul Gervais Lufbery o Robert Little.

### Bombardeig estratègic
El primer bombardeig aeri contra civils es va dur a terme el 19 de gener de 1915, quan dos zepelins alemanys van llençar 24 bombes de 50 kg. sobre les ciutats de la costa de Norfolk. L'atac només va causar la mort de quatre persones, però la reacció del públic i dels mitjans de comunicació va ser violenta. Hi va haver altres 19 atacs en 1915 on es van deixar caure 37 tones de bombes, matant a 181 persones.

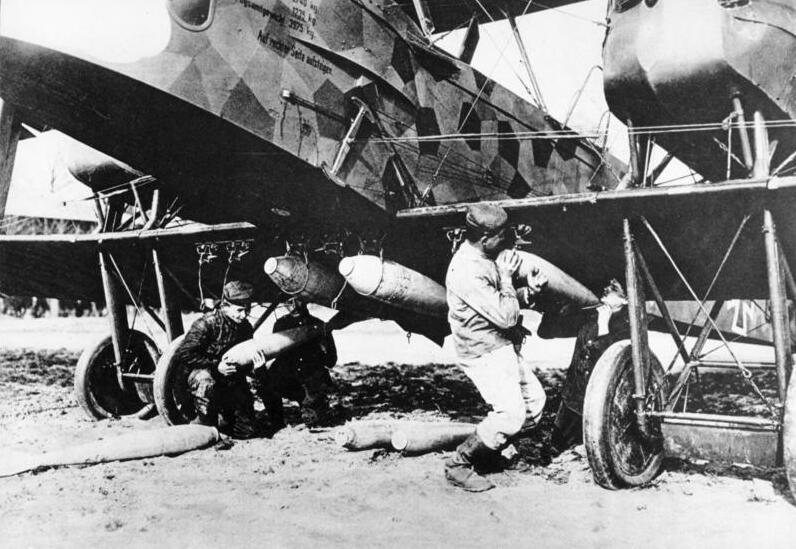
Instal·lació de bombes sota un bombarder Gotha G.V

En 1916 es van dur a terme 23 incursions de dirigibles, deixant caure 125 tones de bombes i matant a 293 persones. Londres va ser bombardejada per error al maig 1916 i el juliol el Kaiser va autoritzar el bombardeig dels centres urbans.
A partir de 1917, els zepelins van ser recolzats pels bombarders Gotha G.V, que van ser els primers avions utilitzats per al bombardeig estratègic. Aquests atacs no van tenir una gran influència en la guerra britànica, però al bloquejar la producció d'esquadrons de combat britànics, els van impedir participar en la guerra aèria per sobre del front. Les estimacions sobre la relació de nombre de morts per bombes llançades va tenir una gran influència sobre la població i el govern britànic, que van estimar que els bombarders passarien cada dia.
A poc a poc, la defensa britànica va millorar i només van tenir lloc 11 atacs entre 1917 i 1918.
En total, van ser llançades 5.806 bombes que van matar a 557 persones.

### Avions de caça

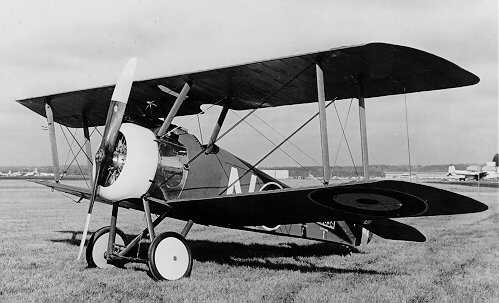
Sopwith Camel, un dels caces més famosos de la Primera Guerra Mundial

La companyia Vickers va dur a terme els primers experiments per a armar l'avió en 1912, dins del programa «Experimental Fighting Biplane 1» amb el nom en clau de «Destroyer», d'on va sorgir un avió armat amb una metralladora Maxim de .303 polzades. El biplaça amb motor d'«empènyer» tenia la capacitat de disparar per tot el camp de visió frontal, però es va subestimar perquè el pes de la metralladora situada a la part davantera va obligar a afegir més pes a la part posterior de l'avió per a equilibrar-lo, i això va provocar la destrucció del prototip en el primer intent.
Al començament de les hostilitats, la majoria dels avions de reconeixement efectuaven les seves missions desarmats, deixant l'ús de les armes individuals dels pilots per als primers intents d'atac.
No obstant això, aquesta situació va canviar ràpidament després d'octubre de 1914, quan per primera vegada Louis Strange va muntar en el seu propi Avro 504 un cinturó de seguretat que va permetre al seu observador posar-se dret i disparar «a tot al voltant de l'aeronau, a la part superior i al darrere».
El primer abatiment de la història va tenir lloc el 5 d'octubre de 1914, quan l'observador d'un biplaça francès Voisin, armat amb una metralladora Hotchkiss Mle 1914, va disparar contra un Aviatik B.I i el va fer caure a terra.
Mentrestant, Vickers havia seguit treballant en el concepte de l'avió armat, tractant de desenvolupar el desafortunat «Destroyer». El resultat d'aquest treball va ser l'aparició en el front occidental al febrer de 1915 del Vickers F.B.5 Gunbus. L'avió no va complir amb l'èxit esperat, ja que estava equipat amb un motor en un «empènyer», i era massa lent i pesat per a ser capaç de ser utilitzat eficaçment com a caça.
Amb la creixent experiència dels pilots es va començar a entendre que la configuració ideal era la d'un avió amb un motor «tractor» en què les metralladores estaven en una posició fixa davant del pilot. Aquest tipus de configuració va permetre eliminar a l'observador i el pes correlacionat, i fer així avions més lleugers i més maniobrable. L'únic problema era el fet que una metralladora en la posició davantera en un avió «tractor» portava a la certesa de disparar a l'hèlix, amb resultats desastrosos.
Un cop més, Louis Strange va ser un dels primers investigadors, i va fixar una metralladora Lewis a l'ala superior del seu Martinsyde S.1. La solució, aparentment eficaç, li va causar molts problemes el 10 de maig de 1915, quan, després d'haver descarregat tot el carregador de la metralladora en un intent d'abatre un avió enemic, va d'haver de desbloquejar l'arma encallada. Es va posar dret a la cabina per a manipular l'arma, però va perdre el control de l'avió. Per sort, Strange va caure a l'habitacle i va sobreviure, però la solució de l'experiment va demostrar que no era òptim en aquest cas.
Posteriorment, es van experimentar amb diferents solucions per a adoptar la configuració de la metralladora frontal incorporada al cos de l'avió. Aquest concepte va ser realitzat per primera vegada per Roland Garros durant els anys previs al conflicte, quan va tractar de muntar una metralladora en un angle divergent respecte de l'eix de l'avió, cosa que li va permetre disparar fora del cercle de rotació de l'hèlix, però les dificultats experimentades per a apuntar l'objectiu el va portar a abandonar aquest intent.
També durant la preguerra, Raymond Saulnier, cofundador de Morane-Saulnier, va experimentar amb el sincronitzador, un mecanisme que només permetia a la metralladora de disparar quan les pales de l'hèlix no estaven davant de la línia de foc. Els primers intents es van fer amb una metralladora Hotchkiss, però la imprevisibilitat del seu règim de foc van portar Saulnier a donar-se per vençut.
Garros i Saulnier es van reunir en París en 1915 i junts van desenvolupar un nou sistema. Van muntar triangles d'acer amb els vèrtexs orientats al pilot, des de l'hèlix fins a la línia de foc, amb la idea de desviar a qualsevol projectil que impactès. Garros va provar la solució en combat a l'1 d'abril de 1915 amb gran èxit, abatent un avió biplaça enemic i aconseguint més victòries el 13 i 18 d'abril. La premsa francesa va fer ressò d'aquest fet i per primera vegada es va utilitzar el terme «as» en relació amb un pilot. Però el 19 d'abril, mentre s'ataca l'estació de Kortrijk, Garros va ser abatut i capturat, juntament amb el seu avió. L'incident va tenir efectes sobre el desenvolupament dels caces alemanys. De fet l'avió de Garros va ser entregat a Anthony Fokker, un dels més importants enginyers aeronàutics alemanys i dissenyador de la sèrie de monoplans Eindecker. Segons algunes fonts, Fokker ja estava treballant en la seva pròpia versió del sincronitzador quan van entrar en possessió de l'avió de Garros, però la veritat és que en només 48 hores l'Eindecker també va ser equipat amb aquest tipus de mecanisme. Donat l'escepticisme dels pilots respecte als resultats de les proves en terra, Fokker va pilotar personalment l'Eindecker i immediatament va abatre un avió de reconeixement. En aquest punt, la innovació va ser acceptada i immediatament aprofitada per Oswald Boelcke i el seu segon al comandament, Max Immelmann, que ràpidament es van convertir en famosos asos, i la premsa alemanya va anomenar als avions «flagell Fokker».

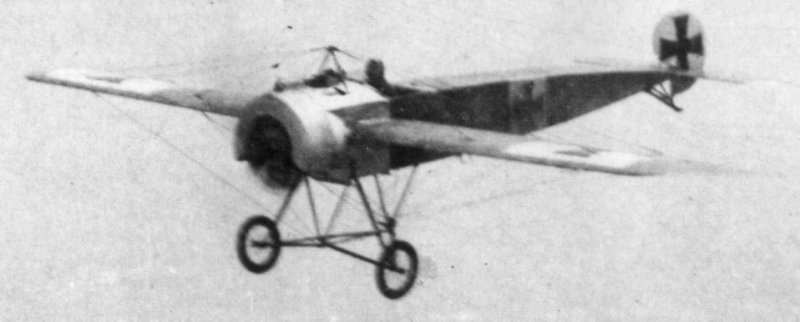
Fokker Eindecker, conegut com el «flagell Fokker», fotografiat en vol, 1916

La introducció del mecanisme de sincronització als Eindecker va canviar l'equilibri de la superioritat la guerra aèria. Fins llavors, els avions dels Aliats havien gaudit de l'avantatge d'una major estabilitat que els avions alemanys. Tot d'una, aquest avantatge va esdevenir un fracàs perquè l'Eindecker, armat correctament, tenia una gran facilitat per a aprofitar la seva gran maniobrabilitat per abatre als seus oponents. Degut a l'alt nombre de pèrdues, els bombardejos dels Aliats, que prèviament es realitzaven durant el dia, es van convertir en operacions nocturnes.
Els alemanys van mantenir el control aeri durant molt de temps gràcies a l'Eindecker, que van participar en la batalla de Verdun amb la tasca d'abatre els avions de reconeixement, disminuint així la capacitat de l'artilleria enemiga. La batalla de Verdun va ser un dels punts principals de la Primera Guerra Mundial pel que fa a les operacions sobre el terreny, però també va ser una important oportunitat per al desenvolupament de tàctiques aèries d'ambdós bàndols.
En suport de l'estratègia del general Falkenhayn, segons el qual la batalla devia ser el lloc on les «forces franceses havien de sagnar fins a la mort», els alemanys van concentrar en el front de Verdun majoria dels seus avions per tal d'aconseguir la superioritat aèria. L'estratègia aèria preveia el manteniment d'una «patrulla de barrera» formada per biplaces Tipus C, que tenien la missió d'impedir l'accés dels avions francesos camp de batalla. Una segona força, de al voltant de 180 avions entre Fokker E.I i Pfalz E.I, tenia la tasca d'interceptar els avions que havien pogut passar la barrera.
Però a mitjans de 1916, en la batalla del Somme, el monoplà alemany va ser superar després de l'entrada en servei de quatre avions aliats: el Vickers Gunbus, el Royal Aircraft Factory F.E.2b, l'Airco DH.2 i el Nieuport 11. De fet, tots aquests avions estaven disponibles anteriorment, però en el període entre juliol i agost de 1916, que Boelcke va definir posteriorment com «els dies més negres de l'aviació alemanya», els Aliats van introduir el costum de volar en formacions defensives de cinc avions, que contrarestaven de forma eficaç als grups de quatre utilitzats normalment pels alemanys. La posada en pràctica d'aquesta tàctica aèria va suposar el final del període del «flagell Fokker», que va ser simbòlicament tancat amb l'abatiment de Max Immelmann el 18 juny de 1916.
La tardor de 1916 va veure l'aparició sobre el front d'operacions una sèrie d'avions que va desplaçar l'equilibri de les forces de la guerra aèria més a favor dels Aliats. L'entrada en servei del Sopwith Pup britànic i del SPAD S.VII francès va enviar al camp de batalla a uns adversaris formidables pels alemanys Albatros D.I i D.II.
Tot i el curt domini Aliat, un nou canvi de la guerra aèria va estar marcat per la mort de Boelcke en una col·lisió amb un altre avió pilotat per Erwin Böhme el 28 d'octubre de 1916, i l'ascens del seu protegit, el baró Manfred von Richthofen. El jove pilot va abatre en combat a l'as anglès Lanoe Hawker, i per a celebrar la victòria va pintar sencer el seu Albatros de vermell, començant així la llegenda del Baró Roig.

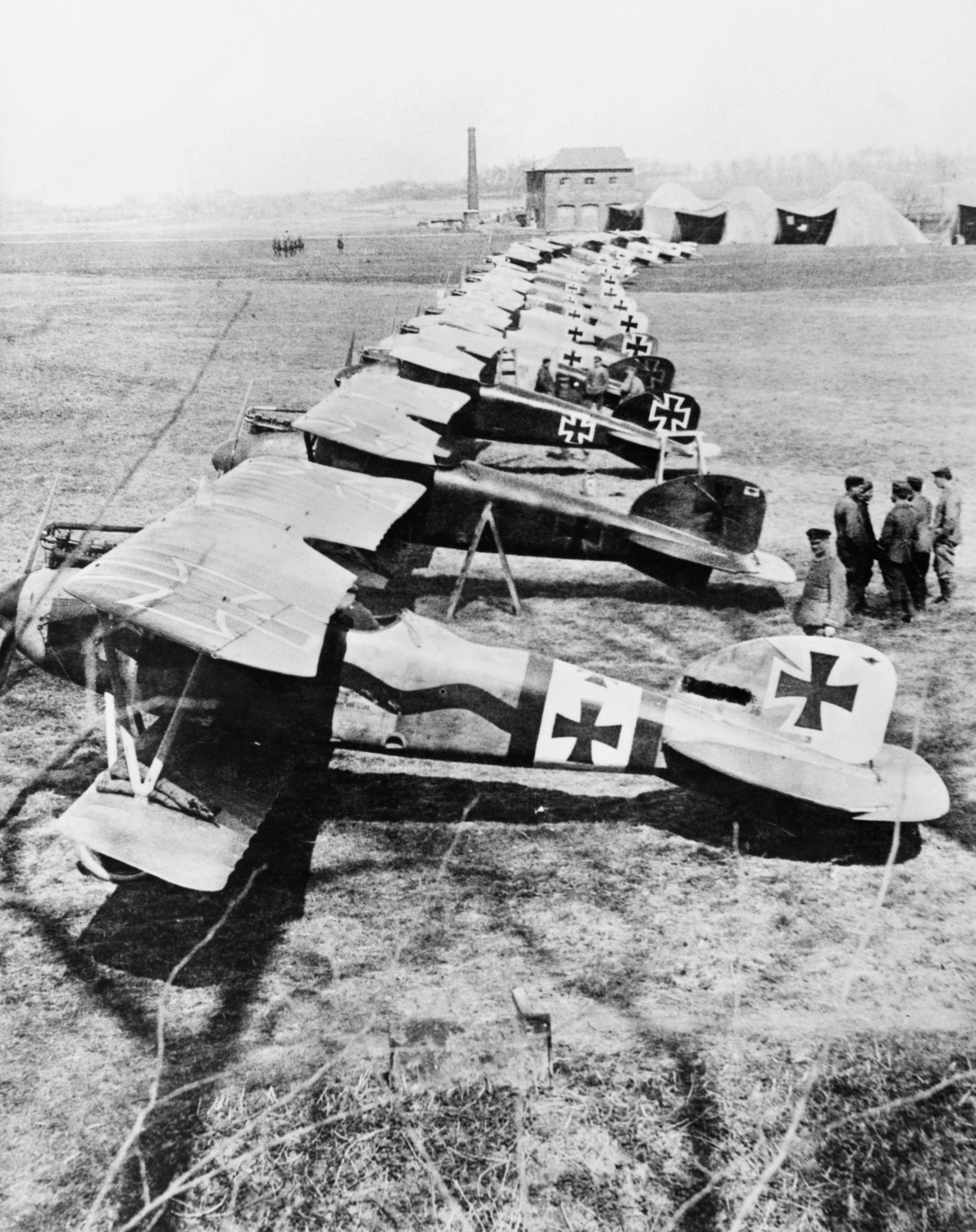
Albatros D.III de la Jasta 11 en Douai, França

En reconeixement de les seves habilitats, se li va donar el comandament de la Jasta 11, a temps per veure-la equipat amb el nou Albatros D.III, un caça d'ala baixa inspirat en el Nieuport 11. La combinació de nous avions amb el nou líder va ser particularment mortal per als Aliats, i va tornar el control de la guerra aèria en mans alemanyes. Al mes d'abril de 1917 (conegut com el Bloody April), les pèrdues aliades a mans de la Jasta 11 van ascendir a 80 unitats, 21 dels quals van ser abatuts personalment per Richthofent.
La superioritat alemanya durant el mes d'abril va començar a trontollar quan es va presentar a la primera línia del front el Sopwith Triplane anglès, amb unes prestacions en termes de velocitat i sostre de servei més altes que els de l'alemany Albatros D.III i D.V. Però aquesta superioritat va ser de curta durada. La captura d'un Sopwith Triplane del 1r Esquadró RNAS per les tropes alemanyes, va permetre a Pfalz Flugzeugwerke, Siemens-Schuckert i Fokker inspeccionar-lo per a desenvolupar alguna cosa similar. El resultat d'aquest esforç d'enginyeria alemanya va ser el Fokker Dr.I.
Els resultats extraordinaris obtinguts durant el Bloody April van empènyer a l'alt comandament alemany a confiar a Richthofen una Ala de Combat compost per quatre esquadrons, el Jagdeschwader I (JG I), per la qual va reclutar als millors pilots disponibles. L'Ala, que s'havia de traslladar a la línia del front segons les necessitats, aviat es va guanyar el nom de «Circ volant» degut al costum dels seus pilots de pintar els seus avions amb colors brillants, a imitació del seu líder carismàtic; i per la seva maniobra d'atac particular que van adoptar, volant sempre en cercles esperant el moment per a atacar.

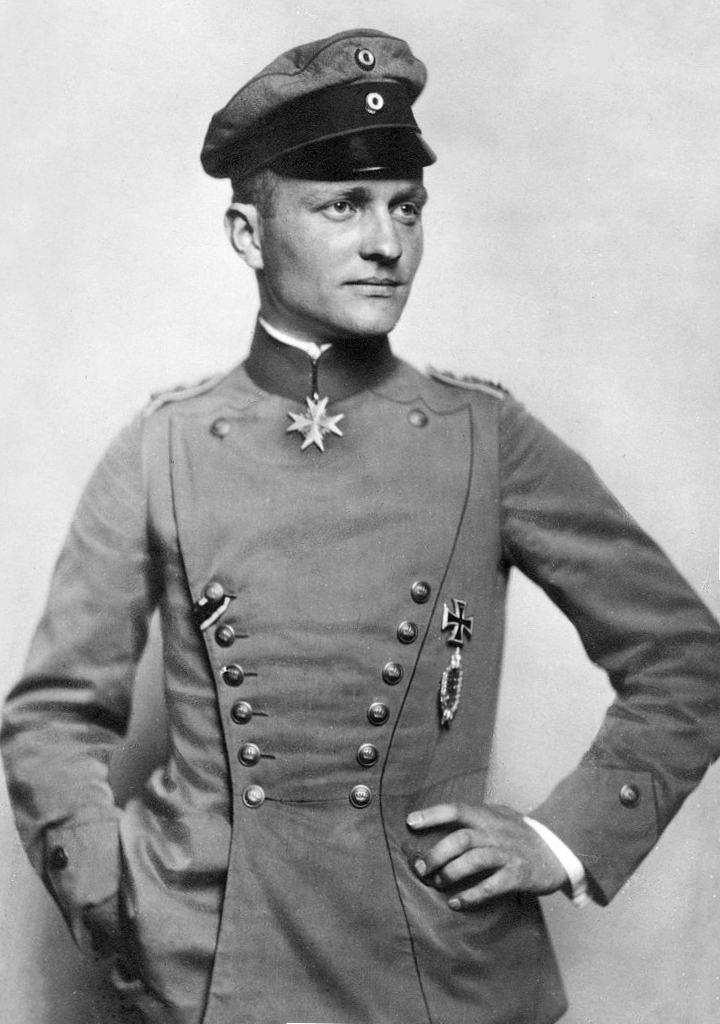
Manfred von Richtofen, més conegut com «el Baró Roig», un dels més grans assos de la Primera Guerra Mundial

La gran influència de Richthofen també va ser la base del canvi definitiu de les tàctiques per a l'ús de l'aviació per les forces armades alemanyes. Assignat al IV Exèrcit, i possat sota la direcció del capità d'aviació Otto Buffe, aviat va entrar en desacord amb aquest últim per les diferències en l'ús de les formacions de caça. Bufet era un dels que recolzava l'ús de l'aviació com una simple eina tàctica al servei de la infanteria, i com a tal, només es requerira la seva presència durant unes hores ja acordades per la força terrestre. Richtofen va argumentar el contrari en una carta a Fritz von Falkenhayn (fill del general Erich von Falkenhayn, cap de l'Estat Major alemany), explicant la necessitat de permetre als caces la major independència possible, per tal de garantir la imprevisibilitat i l'eficàcia per a destruir un gran nombre d'avions enemics. En la mateixa carta també es va queixar de la introducció pel triplà aliat Sopwith i Sopwith Camel, entre d'altres, i de l'evident inferioritat de l'Albatros D.III i DV que provocava la pèrdua de molts bons pilots. Més tard també es va queixar que el monopoli dels fabricants d'Albatros va produir la lenta introducció d'aeronaus més eficients com el Fokker.
La introducció en el front de guerra del Triplane Sopwith va produir un nou canvi en la supremacia aèria, que es va desplaçar a favor de la RNAS. A més, com la JG I s'havia convertit en una unitat d'elit alemanya, en el altre bàndol va aparèixer el Black Flight (Vol Negre) canadenc, dirigit per l'as Raymond Collishaw. A més de tenir similituds estètiques (es deien el Vol Negre perquè els seus pilots van pintar els seus avions tot en negre), la capacitat destructiva de la formació canadenca aviat va resultar comparable amb la JG I. En els mesos de juny i juliol de 1917, els pilots de Collishaw fer caure almenys 86 avions enemics, perdent només tres, incloent dos abatuts pel foc antiaeri.
La clara posició d'inferioritat de la força aèria alemanya va empènyer a Richtofen d'exercir la seva influència per a obtenir el nou caça que pogués competir eficaçment amb el Triplane Sopwith. El resultat de l'esforç industrial alemany va ser una sèrie de nous models, incloent el Fokker Dr.I, que en paraules del mateixa Richthofen era «maniobrable com el diable i s'enfila com un mico.»
Però la introducció del Dr.I no va correspondre a un nou canvi en la supremacia del cel, ja que en aquell mateix període el Triplane Sopwith va ser reemplaçat pel SE5a i el Sopwith Camel, mentre que els francesos van introduir el SPAD S.XIII, una excel·lent evolució del SPAD S.VII. Les principals innovacions tecnològiques dels nous avions van ser la introducció d'un motor lineal en el SE5a, que va eliminar els problemes de torsió relacionats amb l'ús del motor rotatiu, amb l'avantatge de la facilitat de vol; i el desplaçament de la major part del pes estructural en la porció davantera en el cas del Sopwith Camel, que li va fer augmentar considerablement la maniobrabilitat.

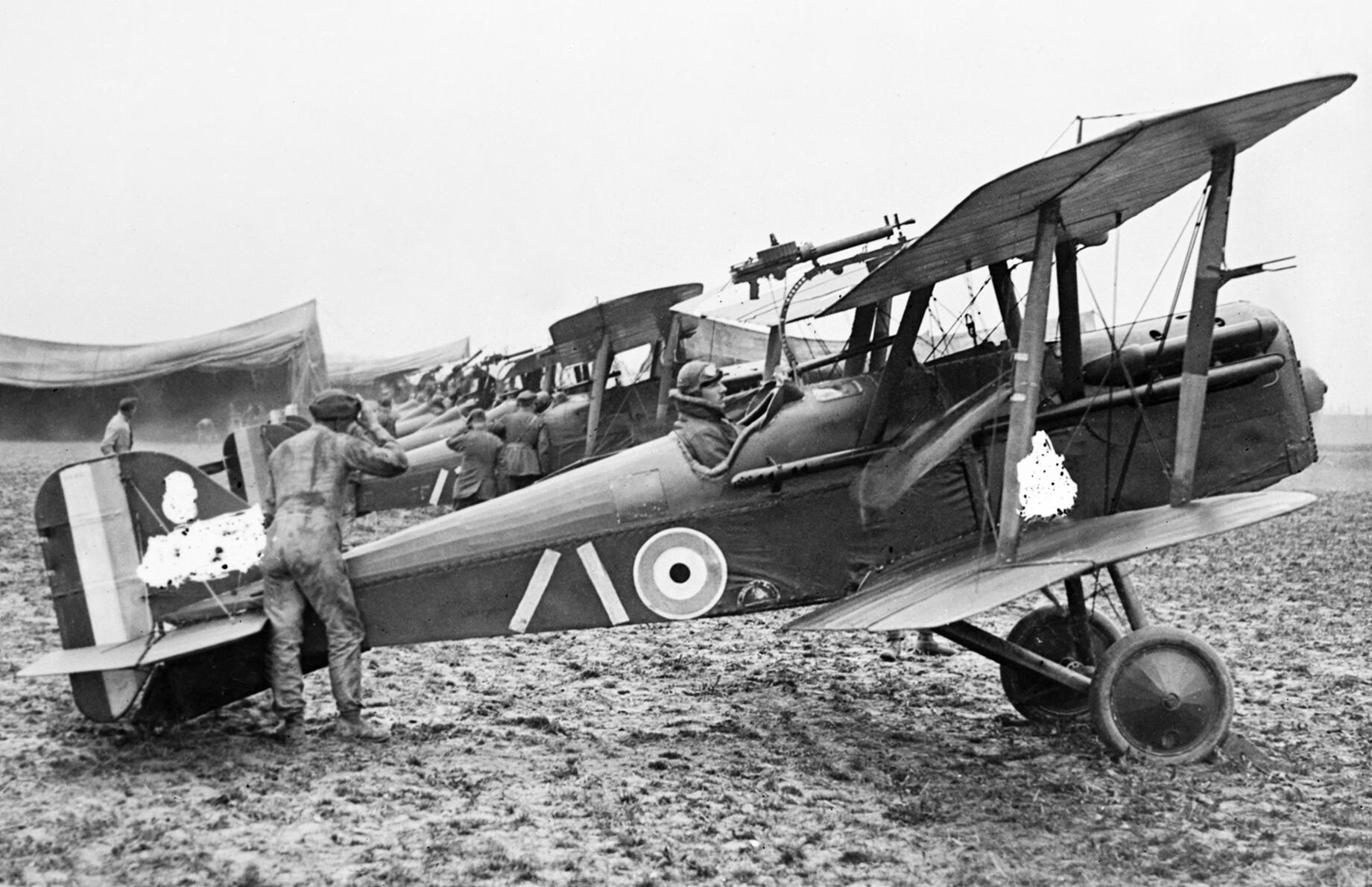
Un grup de Royal Aircraft Factory SE5a llest per a enlairar

Els enfrontaments entre els nous avions Aliats i alemanys van produir grans pèrdues en ambdós bàndols. El comandant de la Jasta 11, Kurt Wolff, va ser abatut el 15 de setembre per un Sopwith Camel del Black Flight mentre pilotava un Fokker F.I, el prototip del Dr.I originalment assignat a Voss. El mateix Voss va ser abatut a finals de setembre mentre lluitava en solitari contra de set SE5a.
Però el Dr.DI va portar d'alguna manera l'equilibre als bel·ligerants, i la situació es va mantenir sense canvis fins que, a l'octubre de 1917, diversos exemplars es van trencar a trossos en l'aire. Es va diagnosticar que l'estructura es veia fortament afectada per les maniobres durant el combat i, per tant, el Dr.I va romandre a terra fins a principis de 1918, quan es va lliurar una versió reforçada als esquadrons. El retorn a primera línia del Dr.I no va servir per a portar la superioritat aèria en mans alemanyes. L'absència de caces alemanys va fer possible que els Aliats introduïssin un gran nombre de Camel, SE5a i SPAD, que van fer la lluita molt desigual.
Igual que amb la mort de Max Immelmann va acabar pràcticament l'era del «flagell Fokker», les esperances alemanyes de la victòria al cel van caure simbòlicament amb Richthofen, que va morir al 21 d'abril de 1918.
Ni tan sols amb la introducció del Fokker D. VII, que tenia moltes característiques que ho feien superior als seus oponents, va servir per a resoldre la situació. Es van produir un nombre relativament limitat de D.VII, atès que la indústria alemanya estava començant a patir de la manca de primeres matèries, i no va tenir l'impacte en el conflicte que hagués pogut tindre amb més avions. La singularitat d'aquest avió es demostra pel fet que en l'armistici signat entre els Aliats i l'Imperi Alemany es van incloure clàusules específiques relatives al D.VII, en què els guanyadors haurien d'adquirir totes les còpies i materials de construcció. Però les expectatives dels aliats es van decebre quan per iniciativa d'Antony Fokker, va desmuntar ràpidament la fàbrica, la va amagar a les granges dels voltants i la va traslladar en secret a la seva Països Baixos natal, on es van produir D.VII durant els anys vint.

## Tecnologia

### Els motors

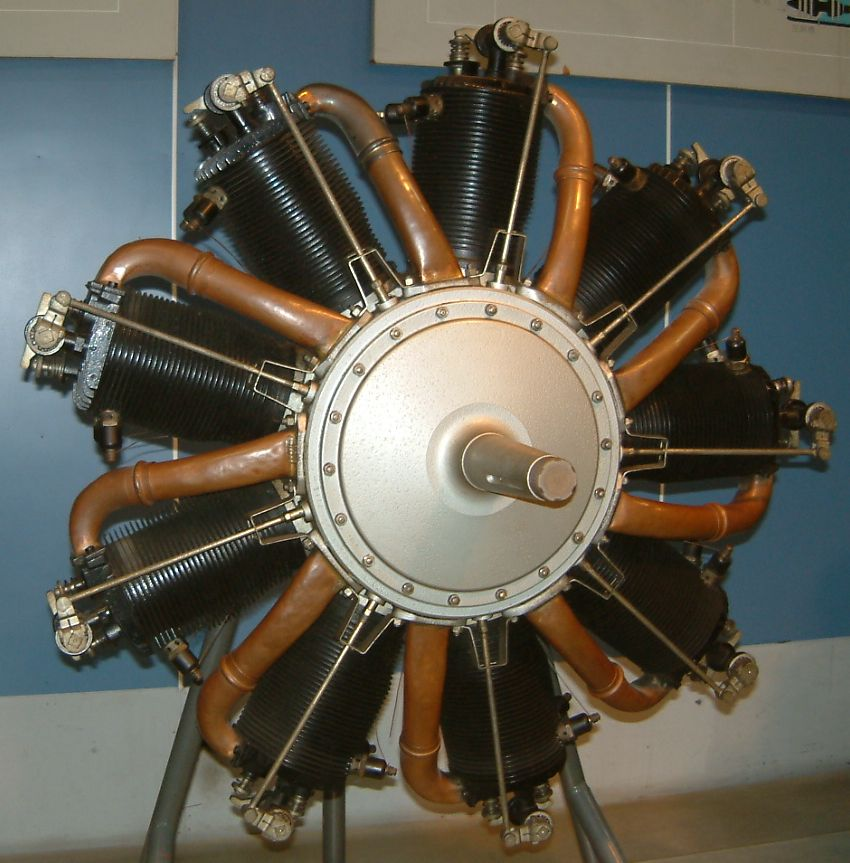
Le Rhône 9C, un típic motor rotatiu amb pistons

Gairebé tots els primers avions que van entrar en la guerra mundial tenien com a trets comuns una alta estabilitat i la presència d'un motor d'«empènyer».
La primera característica està vinculada a la necessitat de proporcionar als pilots sense experiència, molts dels quals entraven en combat després de realitzar només tres o quatre hores d'entrenament, un aparell que els permetia corregir els seus errors i de tornar feliçment a la base. La necessitat d'estabilitat també estava vinculada a les característiques del vol de reconeixement, que preveia un vol recte en una altura constant per a poder prendre imatges nítides del terreny. Quan l'experiència dels pilots va augmentar, va ser possible construir aparells més inestables que els va permetre realitzar maniobres difícils durant el combat.
La segona característica, presa del model tradicional del Flyer 1 dels germans Wright, es va mantenir fins que es va estimar que la visibilitat era més important que la velocitat. Però l'evolució de les característiques del combat aeri va exigir cada vegada més als dissenyadors d'avions de crear aparells amb alta velocitat, maniobrabilitat i alt sostre de servei, i el motor d'«empènyer» ràpidament va esdevenir obsolet.
Des del punt de vista de l'evolució dels motors, la Primera Guerra Mundial va marcar també la superació del motor rotatiu. Aquest últim es caracteritza per la presència de pistons rotatius al voltant de l'eix central del motor, i per l'ús de la refrigeració per aire. Per a garantir una bona prestació en termes de relació potència/pes, aquests van ser àmpliament superats pels motors en línia, refrigerats per aigua. Els motors rotatius, però, es va mantenir en ús durant tot el curs del conflicte, de manera que en 1918 Sopwith encara continuava produint-los.

### L'armament
Fins i tot en el punt de vista de l'armament, l'avió va experimentar un desenvolupament fort i ràpid, també lligat als canvis ràpides de les condicions operatives.
Inicialment els pilots portaven les seves armes personals, com pistoles i rifles, per a fer front als enfrontaments armats amb altres avions, o llançaven granades de mà contra les tropes sobre el terreny.

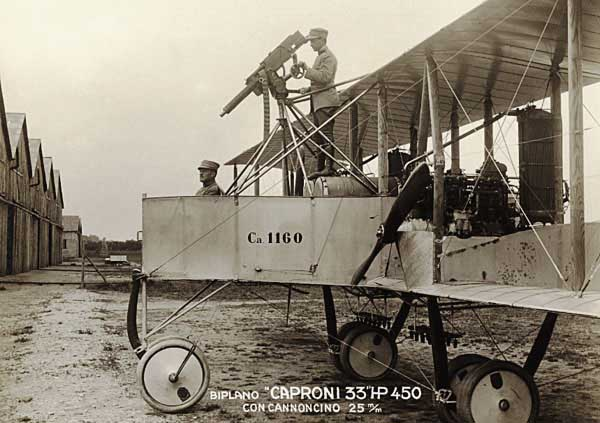
Un Caproni Ca.3, armat amb canó giratori de 25 mm en la posició posterior al pilot

A mesura que avançava el conflicte, l'augment de la potència del motor va permetre dur a bord un pes cada vegada més gran de càrrega útil i es van poder muntar metralladores mòbils a bord. Es van muntar a la part davantera, on podien ser utilitzades directament pel pilot, però també existien nombroses versions en la part posterior, en els avions biplaces observadors / bombarders com el Sopwith 1½ Strutter anglès o el Caproni Ca.3 italià. Les metralladores davanteres van ser muntats en avions on inicialment es podia disparar per sobre del radi de rotació, amb evidents dificultats de maneig per al pilot. La següent invenció va ser el mecanisme d'interrupció, que permetia disparar sense impactar contra l'hèlix i que permetia muntar les metralladores en una posició fixa, amb efectes positius evidents en termes d'usabilitat. Una altra millora va ser el desenvolupament i perfeccionament del punt de mira, i de la instal·lació del disparador en la palanca de direcció.
Malgrat l'evolució tecnològica de l'armament a bord, els pilots encara portaven amb ells la seva pistola. No era estrany que, en el cas que l'avió s'incendiès durant el combat, i donada la manca d'una via d'escapament (el paracaigudes, provat per primera vegada en 1912, encara no es feia servir) l'ús de la pistola els permetia tindre una mort ràpida i sense dolor. En aquest sentit, la investigació recent ha suggerit que fins i tot l'as italià Francesco Baracca va morir d'aquesta manera.

### Els problemes amb la instal·lació de les metralladores

#### La solució de l'hèlix propulsora
En 1912, els dissenyadors de l'empresa britànica Vickers van experimentar amb avions equipats amb metralladores. El primer resultat va ser el Vickers EFB.1, que es va presentar en un espectacle aeri en 1913, i al febrer de 1915 es va millorar amb el Vickers F.B.5.

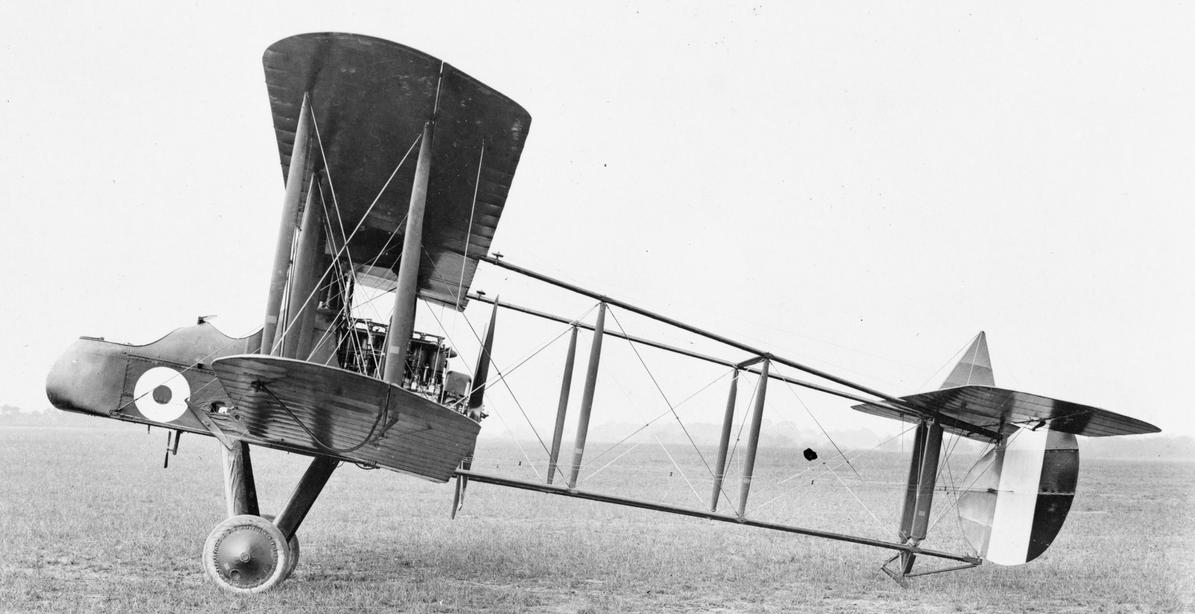
Un F.E.2b, amb configuració propulsora

Aquests pioners dels avions de combat, com el Royal Aircraft Factory F.E.2 i l'Airco DH.1, tenien una configuració propulsora. Aquesta disposició, en la qual el motor i l'hèlix estan al darrere del pilot, va oferir una posició òptima per a les metralladores, que podien disparar directament cap endavant sense ser obstaculitzada per l'hèlix. No obstant això, aquesta opció ofereix menys potència que una disposició «clàssica», perquè els elements necessaris a per mantenir la cua, el més difícil d'instal·lar a causa de l'hèlix, la qual cosa augmentava la resistència. Això no va impedir que el F.E.2d, una versió més potent del F.E.2, es convertís en un oponent formidable, encara que a partir de 1917 els avions d'aquest tipus eren massa lents per a atrapar a l'oponent.

#### La sincronització de les metralladores
En un aparell on l'hèlix es troba al darrere, la metralladora a la part davantera proporciona una capacitat ofensiva, mentre que en un avió biplaça de disseny convencional, la metralladora al darrere dona una capacitat defensiva a l'avió. Així que hi va haver una forta demanda d'un sistema que permetès la col·locació de la metralladora i l'hèlix en la part davantera, sobretot en els aparells monoplaces que realitzarien la major part de les batalles aèries de la guerra. Semblava natural el posar la metralladora entre l'hèlix i el pilot perquè puguès apuntar i disparar durant un combat aèri, però aquesta configuració tenia un problema obvi, algunes de les bales impactaven contra l'hèlix i la destrossaven ràpidament..

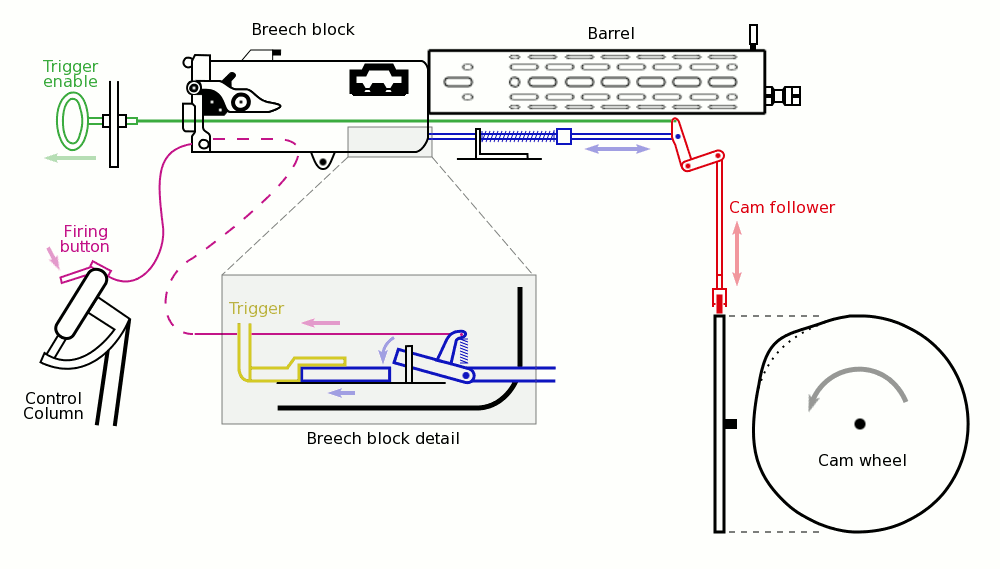
Diagrama del sistema de sincronització Fokker. A l'estirar la palanca verda, baixa la biela vermella sobre la roda de la lleva asociada a l'eix de l'hèlix. Quan la lleva aixeca la vareta, la vareta blava es baixa contra el gallet. Per tant, quan es prem el botó de tir violeta, la vareta blava empeny el gallet i permet disparar l'arma

Les primeres proves de tret interromput es van dur a terme abans de la guerra per molts països. En 15 de juliol de 1913, Franz Schneider, exdissenyador de la Nieuport, es va unir a la Luftverkehrsgesellschaft i va patentar un sistema de sincronització. Els germans russos Poplavko i Edwards van desenvolupar un sistema similar, concebint el primer dispositiu britànic. Tots aquests dispositius no van aconseguir atreure l'atenció dels oficials superiors a causa d'una certa inèrcia i dels terribles resultats i errors, que van incloure les bales que rebotaven al pilot i la destrucció de l'hèlix.
La metralladora Lewis Mark I, utilitzada en la majoria dels primers avions dels Aliats, era impossible de sincronitzar degut al seu cicle de forrellat obert. En aquesta configuració, quan un volia disparar havia d'avançar el forrelat, carregar la següent bala i tirar el forrellat cap enrere per a bloquejar i poder disparar. Per tant, era impossible predir el moment exacte de la sortida de la bala, la qual cosa és molest quan es vol disparar entre les pales d'una hèlix.
La metralladora Maxim, utilitzada pels Aliats (metralladora pesada Vickers) i pels alemanys (Maschinengewehr 08), tenia un dispositiu de forrellat tancat, on la bala ja està carregada i bloquejada, i el tir és la fase següent del cicle. Per tant, va ser possible determinar amb precisió el moment en què la bala passaria a través de l'hèlix.
La metralladora estàndard de l'exèrcit francès, la Hotchkiss Mle 1914, va resultar difícil de sincronitzar a causa des seus carregadors rígids. La companyia Morane-Saulnier va desenvolupar hèlixs equipades amb «deflectors» metàl·lics col·locats a les parts on podien tocar les bales. Roland Garros va experimentar amb aquest sistema amb un Morane-Saulnier Type L, a l'abril de 1915. Ho va fer per a abatre diversos avions alemanys, però va resultar ser una solució inadequada i perillosa. Finalment Garros va patir una falla mecànica i es va veure obligat a aterrar darrere de les línies enemigues, on va ser capturat pels alemanys. L'alt comandament alemany va transferir el Morane de Garros a la companyia de Fokker, que ja va produir monoplans per a l'exèrcit alemany, amb ordres de copiar el seu disseny. El sistema de deflectors era incompatible amb les municions alemanyes cobertes d'acer i, per tant, els enginyers es van veure obligats a tornar a la idea de la sincronització, que va donar lloc a la sèrie de Fokker Eindecker. Els avions amb aquests dispositius, coneguts pels Aliats com el «Flagell Fokker», van oferir a Alemanya una superioritat aèria. L'efecte psicològic va ser devastador perquè fins aquell moment el domini aliat era relativament inqüestionable i es va demostrar la vulnerabilitat dels antics avions de reconeixement, com el B.E.2.

#### Altres mètodes

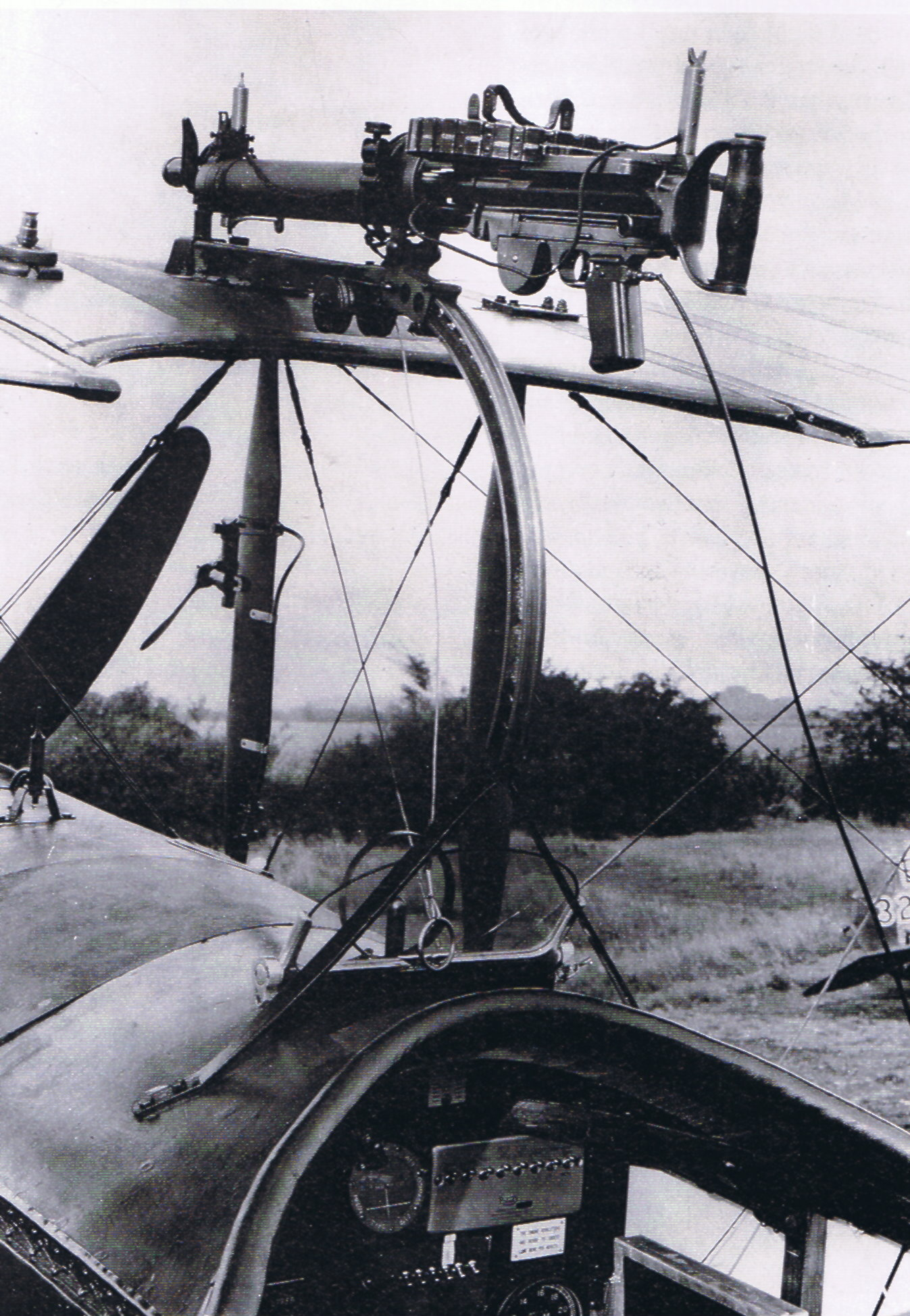
Una metralladora Lewis amb un muntatge Foster en un Avro 504K Night Fighter

Una altra solució era que la metralladora disparés per la part superior de l'hèlix. La metralladora s'adjuntava, per exemple, sobre l'ala superior dels biplans i requeria una fixació complexa alhora que augmentava la fricció. Canviar el carregador o reiniciar-la si s'havia detingut era sovint difícil tot i que la metralladora estava muntada a prop del pilot.
Finalment, es va generalitzar l'excel·lent muntatge Foster en els avions britànics, utilitzant la metralladora Lewis en aquesta configuració. Aquesta disposició permetia canviar el carregador fàcilment i disparar cap amunt per a atacar l'enemic en el seu punt cec sota la cua. No obstant això, aquesta configuració només era possible en biplans amb una ala superior bastant sòlida per resistir les tensions del muntatge. A més, aquesta configuració era menys rígida que l'anterior i provocava una dispersió de les bales.
Les primeres versions de Bristol Scouts van entrar en combat aeri en 1915 i tenien una metralladora Lewis disparant sobre l'hèlix, i algunes vegades (de forma temerària) disparant a través de l'hèlix sense el dispositiu de sincronització.
El capità Lanoe Hawker de la Royal Flying Corps va disposar la seva metralladora a la banda esquerra de l'avió per a poder disparar en un angle lateral de 30°. Va tenir èxit rn abatre tres avions biplaça d'observació el 25 de juliol de 1915 i va obtenir la primera Creu de la Victòria atorgada a un aviador.

### Armement antiaeri

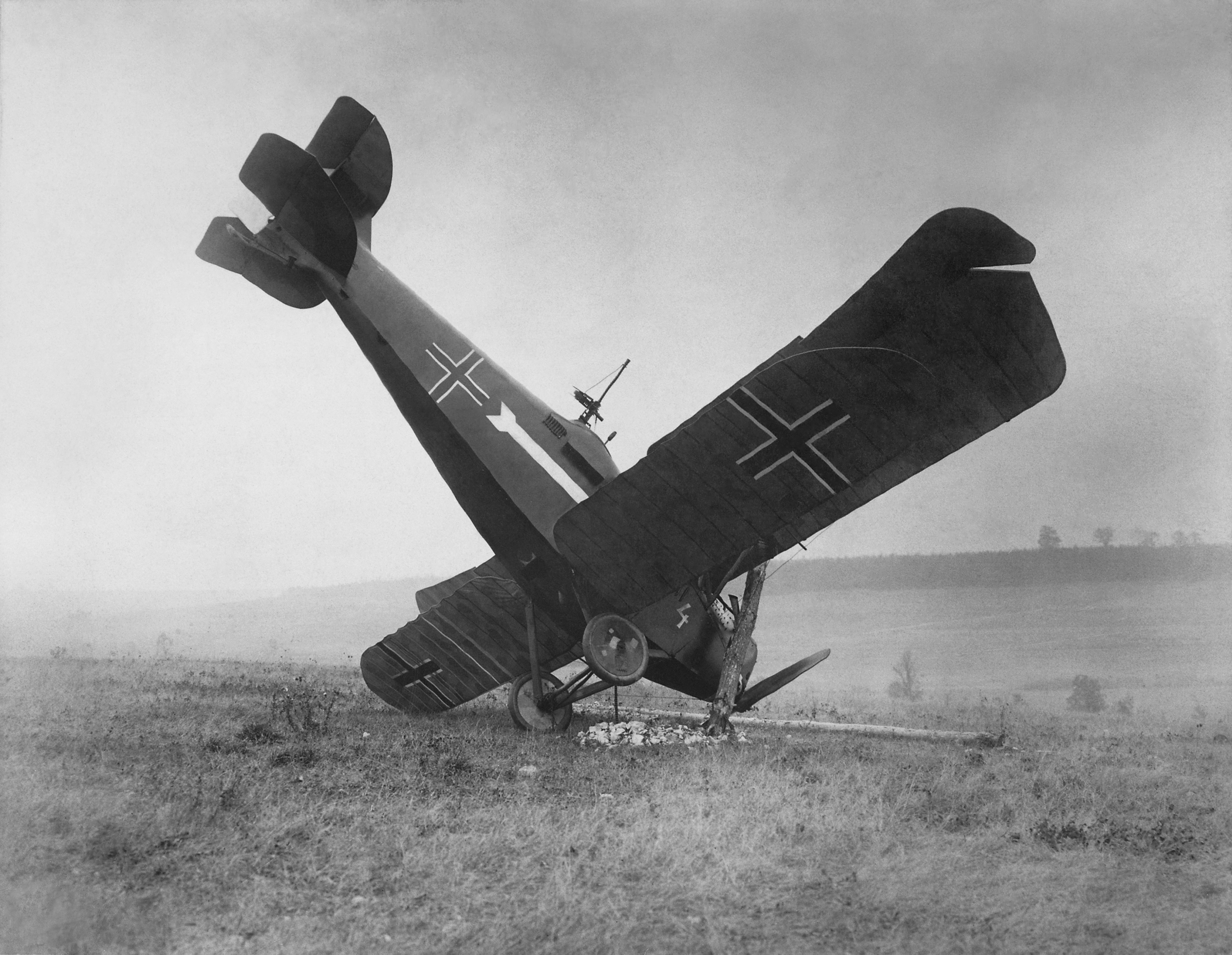
Un Hannover CL.III alemany abatut el 4 d'octubre de 1918 per una metralladora americana en Argonne

Al començament de la guerra, els avions de reconeixement no estaven armats, ja que encara no estaven formades les unitats de caces, però aviat les batalles aèries van començar a aparèixer per sobre de la línia del front.
Per aquesta batalla, va esdevenir prioritat la recerca d'armes superiors. Juntament amb les metralladores, els aviadors van fer ús de coets aire-aire, com els coets Li Prieur contra els dirigibles. Es van provar els canons sense retrocés i els canons automàtics, però es va empènyer als dispositius als límits de les seves possibilitats amb resultats decebedors. Una altra innovació va ser el bombardeig aire-aire si un caça podia sobrevolar a un Zeppelin. Es van dissenyar les fléchettes (petits dards d'acer) per aquesta funció.
La necessitat de millora no es va limitar al combat aeri. Sobre el terreny, es van utilitzar els mètodes desenvolupats abans de la guerra per a dissuadir els avions enemics que s'apropaven. Els projectils d'artilleria esclataven a l'aire formant els núvols de brossa anomenats Archie pels britànics.
Els dirigibles i els globus observacions eren els principals objectius per als caçadors equipats amb munició incendiària. L'hidrògen dels Zepelins els convertia en extremadament inflamables.